# Knight Rider 2000
Knight Rider 2000 je americký televizní film navazující na seriál Knight Rider z 80. let. Původně to měl být seriál, ale k dalšímu natáčení nedošlo. Knight Rider 2000 byl natočen v roce 1991 jako pilotní film. Film se odehrává v budoucnosti, tedy v roce 2000.

## Obsazení
| David Hasselhoff  | Michael Knight               |
| Edward Mulhare    | Devon Miles                  |
| Susan Norman      | strážnice Shawn McCormicková |
| Carmen Argenziano | Russell Maddock              |
| Christine Healy   | komisařka Ruth Danielsová    |
| Eugene Clark      | strážník Kurt Miller         |
| Megan Butler      | strážnice Marla Hedgesová    |
| Marco Perella     | policejní seržant            |
| Lou Beatty Jr.    | major Harold Abbey           |
| Francis Guinan    | Dr. Jeffrey Glassman         |
| James Doohan      | James 'Scotty' Doohan        |
| Robert F. Cawley  | ostraha ve vězení            |
| Paul Menzel       | obchodník                    |
| Edwin Neal        | prodavač                     |

## Děj filmu
V budoucnosti roku 2000 už policie nemá střelné zbraně a zločince namísto do vězení dává k ledu. Starosta nechá oživit kriminálníka Thomase Wattse, aby zprostředkoval obchod se zbraněmi pro místní policii. Podplatí několik jejích členů, aby sám zbohatnul. Na stopu se mu ovšem dostane Nadace, jejímž novým šéfem se stal Russell Maddock (hraje Carmen Argenziano). Ten nechal rozebrat KITTa a sestavuje jeho náhradu, kterou má být KIFT (Knight Industries Four Thousand) s jeho vlastním hlasem. Vůz má podobu červeného sporťáku. Devon Miles (Edward Mulhare), bývalý šéf Nadace vyhledá Michaela Knighta, který odešel na venkov, s prosbou o pomoc. Knight se na 30 dní vrací do Nadace. Jeho přáním je znovu pracovat s KITTem, jehož díly Maddock odkoupí. Chybí ovšem paměťový čip, který implantovali lékaři do mozku policistky Shawn McCormickové. Právě McCormicková a její partner Kurt objeví nekalé úmysly starosty a členů sboru. Informují komisařku Danielsovou, která však jejich návrh neakceptuje. Poté se McCormicková obrátí na Nadaci a vystoupí z policejního sboru. Knight umístí KITTa do svého vozu - starého modrého Mercury. S jeho pomocí se dostane na stopu Wattsovi. Když ovšem Watts zavraždí Devona Milese, chce odejít. Popere se s Maddockem, ale McCormicková jej navštíví a přemluví k návratu. Přes Maddockův nesouhlas instaluje KITTa do vozidla Knight 4000 a vydává se zastavit obchod. Dostane se až do nákupního centra, kde dochází k potyčce mezi ním a Wattsem, který je nakonec vrácen do ledu. Shawn McCormicková zůstává pracovat s KITTem v Nadaci pod vedením Maddocka a Michael Knight odchází zpět na odpočinek.